# Room Service (canção)
"Room Service" é uma canção escrita por Bryan Adams e Nigel Kennedy, gravada por Bryan Adams.
É o terceiro single do álbum homónimo.

## Paradas
| Parada (2005)         | Posição |
| --------------------- | ------- |
| Media Control Charts  | 74      |
| Russian Airplay Chart | 194     |